# Pezizella punctoidea
Pezizella punctoidea är en lavart som först beskrevs av Petter Adolf Karsten, och fick sitt nu gällande namn av Rehm 1892. Pezizella punctoidea ingår i släktet Pezizella och familjen Hyaloscyphaceae.   Inga underarter finns listade i Catalogue of Life.